# Саралжин (Жангалинський район)
Саралжи́н (каз. Саралжын) — село у складі Жангалинського району Західноказахстанської області Казахстану. Входить до складу Копжасарського сільського округу.
Населення — 92 особи (2021; 129 у 2009, 361 у 1999, 213 у 1989).